# Alaotra-Mangoro

Die Region Alaotra-Mangoro liegt im Osten Madagaskars

Alaotra-Mangoro ist eine der 22 Regionen Madagaskars. Es gehört zur (alten) Provinz Toamasina im Osten der Insel. Im Jahr 2014 lebten 1.055.000 Einwohner in der Region.

## Geographie
Die Region Alaotra-Mangoro hat eine Fläche von 31.948 km². Hauptstadt ist Ambatondrazaka.

## Verwaltungsgliederung
Die Region Alaotra-Mangoro ist in 5 Distrikte aufgeteilt:
- Ambatondrazaka
- Amparafaravola
- Andilamena
- Anosibe An’ala
- Moramanga